# San Pedro Sacatepéquez (San Marcos)
San Pedro Sacatepéquez – miasto na południowym zachodzie Gwatemali, w departamencie San Marcos. Według danych statystycznych z 2002 roku liczba mieszkańców wynosiła 31 783 osób. 
San Pedro Sacatepéquez jest miastem bliźniaczym z miastem San Marcos będącym stolicą departamentu. Miasta są połączone w jeden organizm miejski a granica jest umowna. Leży na wysokości 2330 metrów nad poziomem morza, w górach Sierra Madre de Chiapas. 

## Gmina San Pedro Sacatepéquez
Miasto jest także siedzibą władz gminy o tej samej nazwie, która jest jedną z dwudziestu dziewięciu gmin w departamencie. W 2012 roku gmina liczyła 69 236 mieszkańców. Gmina jak na warunki Gwatemali jest niewielka, a jej powierzchnia obejmuje 148 km². Mieszkańcy gminy utrzymują się głównie z rolnictwa i turystyki. W rolnictwie dominuje uprawa kukurydzy, pszenicy oraz ziemniaków.